# Cúp quốc gia Scotland 1929–30
 Cúp quốc gia Scotland 1929–30 là mùa giải thứ 52 của giải đấu bóng đá loại trực tiếp uy tín nhất Scotland. Chức vô địch thuộc về Rangers khi đánh bại Partick Thistle trong trận đá lại Chung kết.

## Bán kết
| Partick Thistle | v | Hamilton Academical |
| --------------- | - | ------------------- |
|                 |   |                     |

| Rangers                       | v | Hearts |
| ----------------------------- | - | ------ |
| Jimmy Fleming (3) Bob McPhail |   |        |

## Chung kết
| Rangers | v | Partick Thistle |
| ------- | - | --------------- |
|         |   |                 |

### Đá lại
| Rangers                    | v | Partick Thistle |
| -------------------------- | - | --------------- |
| James Marshall Tully Craig |   | John Torbet     |